# أرنلر
أرنلر (بالتركية: Erenler)‏ هي بلدة ومُديريَّة تقع في ولاية سقارية بتركيا. تصل مساحتها إلى 136 كم²، وترتفع عن سطح البحر حوالي 32 م.ref>"İl ve İlçe Yüz ölçümleri". General Directorate of Mapping. اطلع عليه بتاريخ 2023-09-19.</ref>